# Corynocarpus similis
Corynocarpus similis là một loài thực vật có hoa trong họ Corynocarpaceae. Loài này được Hemsl. mô tả khoa học đầu tiên năm 1903.